# Ols torfowcowy
Ols torfowcowy (Sphagno squarrosi-Alnetum) – zespół leśny, w którym dominuje olsza czarna lub brzoza omszona. Nie posiada wyraźnie wyodrębnionej struktury kępowej. Jeden z dwóch głównych rodzajów olsów.
W runie bardzo charakterystyczny jest znaczny udział torfowców, głównie torfowca nastroszonego (Sphagnum squarrosum) i torfowca błotnego (Sphagnum palustre).
Ten zespół leśny najczęściej rozwija się w nieprzepływowych zagłębieniach terenowych. W Polsce głównie w północno-wschodniej części kraju.
Drzewostan tworzy olsza czarna (z udziałem brzozy omszonej), o wysokości do 20 m, rośnie w niedużym zwarciu. Spośród innych gatunków, występują domieszki sosny zwyczajnej, brzozy brodawkowatej i świerku. Gęstą warstwę krzewów tworzy kruszyna i wierzba uszata.